# اوليغ تيستول
اوليغ تيستول (بالأوكرانية: Олег Михайлович Тiстол)، ولد (25 أغسطس 1960 في ميكولايف أوبلاست) أوكرانيا، فنان أوكراني وأحد قادة (Ukrainian New Wave)

## السيرة الشخصية
ولد أوليغ تيستول في قرية فرادييفكا ، منطقة ميكولايف أوبلاست، في عائلة ميخايلو فيودوروفيتش تيستول عالم زراعي، استلمت والدته بولغارينا (تيستول) فالنتينا سيرهيفنا منصب رئيس القسم الإقليمي للثقافة، وانتقل أوليغ ووالديه إلى ميكولايف.
بدأ تعليمه الفني عام 1972 في مدرسة فنون للأطفال. في عام 1974 ، التحق بالمدرسة الثانوية للفنون الجمهورية في قسم الرسم وانتقل إلى كييف، في 1978-1979 ، عمل كفنان محرف في Mykolaiv Art Fund. من 1979 إلى 1984 ، درس في معهد لفيف الحكومي للفنون الزخرفية والفنون التطبيقية. من عام 1984 إلى عام 1986 ، خدم في وحدة ماكاروف -1 العسكرية.
في عام 1988 تزوج من الفنانة مارينا سكوجاريف.
في المعرض السوفياتي الأمريكي الأول ، التقى أوليغ تيستول بالفنان دميترو كانتوروف ، الذي دعاه إلى "فورمانني لين" في موسكو. في نهاية عام 1988 ، بدأ تيستول و ريونوف ، بالتعاون مع المنسقة اولغا سبيلوفا ، في تقديم أعمالهم في غلاسكو وريكيافيك وهلسنكي ، من عام 2002 إلى عام 2009 ، عمل مع المنسقة أولغا لوبوخوفا ، وكان المشروع المشترك هو "Hudfond" (2009).
يعيش ويعمل في كييف منذ عام 1993.